# Partur
Partur là một thành phố và là nơi đặt hội đồng đô thị (municipal council) của quận Jalna thuộc bang Maharashtra, Ấn Độ.

## Địa lý
Partur có vị trí 19°36′B 76°13′Đ / 19,6°B 76,22°Đ Nó có độ cao trung bình là 439 mét (1440 feet).

## Nhân khẩu
Theo điều tra dân số năm 2001 của Ấn Độ, Partur có dân số 28.941 người. Phái nam chiếm 52% tổng số dân và phái nữ chiếm 48%. Partur có tỷ lệ 64% biết đọc biết viết, cao hơn tỷ lệ trung bình toàn quốc là 59,5%: tỷ lệ cho phái nam là 72%, và tỷ lệ cho phái nữ là 54%. Tại Partur, 16% dân số nhỏ hơn 6 tuổi.